# Liste der Absolventen der Päpstlichen Universität Gregoriana

## Bis 1900 geboren
- Christophorus Clavius SJ (1538–1612), Mathematiker
- Gregor von Valencia (1549–1603), Jesuit und Theologieprofessor
- Christoph Grienberger SJ (1561–1636), Astronom
- Ludovico Ludovisi (1595–1632), Kardinal
- Athanasius Kircher SJ (1602–1680), Universalgelehrter
- Innozenz XIII. (1655–1724), Papst
- Franziskus von Paula Herzan von Harras (1735–1804), Kardinal
- Ignaz Stanislaus von Mathy (1765–1832), Bischof
- Antonio Tosti (1776–1866), Kurienkardinal
- Raffaele Fornari (1787–1854), Apostolischer Nuntius und Kurienkardinal
- Antonio Nibby (1792–1839), Archäologe, Topograf und Hochschullehrer
- Pius IX. (1792–1878), Papst, 2000 seliggesprochen
- Gabriele Ferretti (1795–1860), Kardinal
- John Henry Newman (1801–1890), Kardinal, Theologe, 2010 seliggesprochen
- Giacomo Antonelli (1806–1876), Kardinalstaatssekretär
- John McCloskey (1810–1885), Erzbischof von New York und erster US-amerikanischer Kardinal
- Camillo Tarquini (1810–1874), Kardinal, Professor für Kirchenrecht
- Angelo Secchi SJ (1818–1878), Astronom
- Herbert Vaughan (1832–1903), Kardinal, Erzbischof von Westminster, Gründer der Missionsgesellschaft vom hl. Joseph von Mill Hill
- Vincenzo Vannutelli (1836–1930), Kurienkardinal
- Ignacio Montes de Oca y Obregón (1840–1921), Dichter, Bischof
- Mariano Antonio Espinosa (1844–1923), Erzbischof von Buenos Aires
- Miquel Costa i Llobera (1854–1922), Priester und Schriftsteller
- Johannes Ude (1874–1965), Theologe, Philosoph, Pazifist
- Augustin Bea SJ (1881–1968), Kurienkardinal
- Titus Brandsma (1881–1942), Karmeliter und Widerstandskämpfer gegen den Nationalsozialismus, 1985 seliggesprochen
- August Hlond (1881–1948), Kardinal, Erzbischof von Warschau
- Ernst Smigelski (1881–1950), Musikwissenschaftler, Komponist, Ordenspriester und Theologe
- Maximilian Maria Kolbe (1894–1941), Minorit, Märtyrer, 1982 heiliggesprochen
- Alfons Beil (1896–1997), Päpstlicher Geheimkämmerer
- Paul VI. (1897–1978), Papst, 2018 heiliggesprochen
- Giovanni Fausti (1899–1946), Jesuit, Märtyrer, 2016 seliggesprochen
- Carl Gielen (1900–1987), Kölner Dompropst

## Nach 1900 geboren
- Maksimilijan Držečnik (1903–1978), Bischof von Maribor
- Joseph Schröffer (1903–1983), Bischof von Eichstätt, später Kurienkardinal
- Nicola Riezzo (1904–1998), Erzbischof von Otranto
- Franz Salesius Zauner (1904–1994), Bischof von Linz
- Joseph Höffner (1906–1987), Kardinal, Erzbischof von Köln
- Giuseppe Siri (1906–1989), Kardinal, Erzbischof von Genua
- Paul Michalke SVD (1909–2008), Professor und Hochschulrektor in St. Gabriel
- Joseph Oliver Bowers SVD (1910–2012), Bischof von Accra und von Saint John’s-Basseterre
- Gustav A. Wetter (1911–1991), Professor am Päpstlichen Orientalischen Institut
- Helmut Hermann Wittler (1913–1987), Bischof von Osnabrück
- Ismael Blas Rolón Silvero SDB (1914–2010), Erzbischof von Asunción
- Ivan Prasko (1914–2001), Bischof der Ukrainischen Griechisch-katholischen Kirche
- Karl Johannes „Carlo“ Bayer (1915–1977), Pionier der Caritas Internationalis und deren Generalsekretär
- Aloysius Jin Luxian SJ (1916–2013), Bischof von Shanghai
- Oscar Romero (1917–1980), Erzbischof von El Salvador
- Anton Muzaj (1921–1948), Märtyrer in Albanien, 2016 seliggesprochen
- Luigi Barbarito (1922–2017), Apostolischer Nuntius
- Jean Vilnet (1922–2013), Bischof von Lille
- Enrique Angelelli (1923–1976), Bischof von La Rioja, 2019 seliggesprochen
- Albert Decourtray (1923–1994), Kardinal, Erzbischof von Lyon
- Jozef Tomko (1924–2022), Kardinal, Präfekt der Kongregation für die Evangelisierung der Völker
- Alois Wagner (1924–2002), Erzbischof, Diplomat
- Ivan Illich (1926–2002), Priester, Autor, Philosoph, Theologe, Kulturkritiker
- Estanislao Esteban Karlic (1926–2025), Kardinal, emeritierter Erzbischof von Paraná
- Carlo Maria Martini SJ (1927–2012), Erzbischof von Mailand
- Eduardo Martínez Somalo (1927–2021), Kardinal, emeritierter Camerlengo
- Angelo Sodano (1927–2022), Kardinaldekan
- John Adel Elya (1928–2019), Bischof von Newton, USA
- Vladimír Boublík (1928–1974), tschechischer theologischer Philosoph
- Friedrich Wetter (* 1928), Kardinal, emeritierter Erzbischof von München und Freising
- Hans Küng (1928–2021), Priester, Theologieprofessor
- Affonso Felippe Gregory (1930–2008), Bischof von Imperatriz, Brasilien, Präsident von Caritas International 1991–1998
- José Luis Martín Descalzo (1930–1991), Dichter und Journalist
- Georg Zur (1930–2019), Apostolischer Nuntius
- Eugenio Corecco (1931–1995), Bischof von Lugano
- Anton Schlembach (1932–2020), emeritierter Bischof von Speyer
- Ricardo Guízar Díaz (1933–2015), Erzbischof von Tlalnepantla
- Joachim Meisner (1933–2017), Kardinal, Erzbischof von Köln
- Velasio De Paolis CS (1935–2017), Kardinal und Kanonist
- Friedrich Janssen (* 1935), Theologe
- Giovanni Lajolo (* 1935), Kardinal, ehemaliger Apostolischer Nuntius in Deutschland
- John Wijngaards (1935–2025), Theologe und Autor
- Karl Lehmann (1936–2018), Kardinal, Bischof von Mainz und Vorsitzender der Deutschen Bischofskonferenz
- Adolfo Nicolás (1936–2020), von 2008 bis 2016 Generaloberer der Societas Jesu
- José Ángel Rovai (1936–2024), Bischof von Villa María
- Alois Kothgasser (1937–2024), Erzbischof von Salzburg
- Samuele Bacchiocchi (1938–2008), adventistischer Theologe und Kirchenhistoriker
- Diego Padrón Sánchez (* 1939), emeritierter Erzbischof von Cumaná, Kardinal
- Bartholomäus I. (* 1940), ökumenischer Patriarch von Konstantinopel
- Thomas Hong-Soon Han (* 1943), Professor für Ökonomie und päpstlicher Finanzvorstand seit 2008
- Georges Pontier (* 1943), Erzbischof von Marseille, Vorsitzender der Französischen Bischofskonferenz
- Luis Ladaria SJ (* 1944), Kardinal, Theologe, 2017–2023 Präfekt der Kongregation für die Glaubenslehre
- Konrad Zdarsa (* 1944), emeritierter Bischof von Augsburg
- Giuseppe Betori (* 1947), Kardinal, emeritierter Erzbischof von Florenz
- Jozef De Kesel (* 1947), Kardinal, emeritierter Erzbischof von Mecheln-Brüssel
- Ludwig Schick (* 1949), Erzbischof von Bamberg
- Karlheinz Diez (* 1954), Weihbischof im Bistum Fulda
- Paul B. Steffen SVD (* 1954), Theologie-Professor
- Pietro Parolin (* 1955), Kardinalstaatssekretär
- Salvatore Cordileone (* 1956), Erzbischof von San Francisco
- Georg Gänswein (* 1956), Erzbischof und Privatsekretär von Papst Benedikt XVI.
- Stephan P. Leher (* 1956), Moraltheologe und Universitätsprofessor in Innsbruck
- Pedro Barrajón LC (* 1957), Rektor des Päpstlichen Athenaeum Regina Apostolorum
- Silvio José Báez Ortega OCD (* 1958), Weihbischof in Managua
- Saverio Cannistrà OCD (* 1958), Generaloberer des Teresianischen Karmel, Erzbischof von Pisa
- Jean-Claude Hollerich SJ (* 1958), Kardinal, Erzbischof von Luxemburg
- Felice Accrocca (* 1959); Erzbischof von Benevent
- Hervé Gaschignard (* 1959), emeritierter Bischof von Aire und Dax
- Karl-Heinz Wiesemann (* 1960), Bischof von Speyer
- Filomeno Jacob (* 1960), osttimoresischer Geistlicher, Sozialminister
- Ibrahim Michael Ibrahim (* 1962), libanesischer Bischof in Kanada
- Wiesław Śpiewak (* 1963), Bischof von Hamilton in Bermuda
- Ägidius Zsifkovics (* 1963), Bischof von Eisenstadt
- Daniel Fernández Torres (* 1964), emeritierter Bischof von Arecibo
- Gianmarco Busca (* 1965), Bischof von Mantua
- Giacomo Morandi (* 1965), Kurienbischof, Bischof von Reggio Emilia-Guastalla
- Franz Jung (* 1966), Bischof von Würzburg
- Georg Sans (* 1967), Professor für Philosophie
- Giorgio Marengo (* 1974), Kardinal, Apostolischer Präfekt von Ulaanbaatar
- Dominik Heringer (* 1979), Priester, Theologe, Professor für Kirchengeschichte an der Kölner Hochschule für Katholische Theologie (KHKT) und Geschäftsführer der KHKT